# Matin, midi et soir suivi de matin, midi et soir
Matin, midi et soir suivi de matin, midi et soir est le onzième album de la série Les Bidochon créée par Christian Binet, paru en 1989.

## Synopsis
Des matins, des midis et des soirs d'un couple de Français moyens. La routine immuable des Bidochon, chaque jour ressemblant au précédent.

## Commentaires
- Comme son nom l'indique, l'album est séparé en matins, midis et soirs.
- L'album n'a pas vraiment de chute puisque l'histoire semble se répéter à l'infini.

## Couverture
Raymonde, rouge de honte et se couvrant les yeux avec la main, entreprend avec l’autre main d'exciter Robert qui, retenant à moitié son pantalon de pyjama qui lui glisse sur les jambes et dévoilant une partie de son anatomie, serre dans ses mains la notice d'une boîte de préservatifs.